# Богоявленский собор (Казань)
Богоявленский собор (тат. Богоявление чиркәве) — православный храм в Казани. Входит в состав Казанского благочиния Казанской епархии Русской православной церкви. Храм и его колокольня являются яркими достопримечательностями города, памятниками культовой архитектуры.

## История
Деревянный храм во имя Богоявления Господня был построен на месте прежних Проломных ворот посада уже в XVII веке. По нему застраиваемая по Проломной улице Новая слобода стала именоваться Богоявленской слободой.
В 1701 году при церкви Богоявления появилась церковь Андрея Первозванного.
В 1731—1756 годах на средства купцов Ивана Афанасьевича Михляева и Сергея Александровича Чернова была возведена каменная Богоявленская церковь, а также шатровая колокольня. Об этом периоде известно, что в 1741 году церковь горела настолько, что уцелели лишь стены. По некоторым сведениям, строительство каменного храма началось после этого пожара. Окончание постройки храма датируют 1756 годом, когда к церкви Богоявления была пристроена трапезная, увеличившая объём храма почти вдвое.
Таким образом, в XVIII веке сложился архитектурный комплекс Богоявленской церкви, включавший помимо главного храма отапливаемую зимнюю церковь во имя Андрея Первозванного, стоявшую с северной стороны, невысокую двухъярусную колокольню с шатровым завершением, стоявшую со стороны нынешней улицы Островского, дом причта, построенный в конце XVIII века, расположенный с западной стороны, и ещё один дом, принадлежавший церкви, выходивший фасадом на Большую Проломную улицу (располагался на месте нынешнего памятника Шаляпину).
В дореволюционный период приход Богоявленской церкви был одним из самых больших в Казани. Прихожанами были не только простые горожане, но и аристократы и крупные предприниматели.
В 1892 году скончался заместитель директора Казанского городского общественного банка, почётный гражданин Казани, купец первой гильдии Иван Семёнович Кривоносов (1810—1892), который завещал 35 тысяч рублей Богоявленской церкви, в которой он в 1852—1863 годах был старостой. В завещании было оговорено, что 25 тысяч рублей из этих денег должны пойти на постройку новой колокольни.
В июле 1893 года в газете «Волжский вестник» появилось объявление о конкурсе на лучший проект новой колокольни, который должен был быть выполнен в старорусском стиле. В том же номере газеты сообщалось о рассмотрении проекта колокольни в 32 сажени высотой.
Вопрос об авторстве реализованного проекта новой колокольни является дискуссионным, так как чертёж колокольни с подписью автора утерян. По одним сведениям, это архитектор Генрих Руш, а по другим — Михаил Михайлов, архитектор и распорядитель работ. Советские краеведческие издания называли автором проекта колокольни Г. Б. Руша, так как он представлял проект на конкурс и получил премию победителя в 150 рублей. После исследований Б. Ерунова, опубликованных в 1986 году, в постсоветских изданиях автором проекта именуют М. Д. Михайлова, руководившего работами по возведению колокольни. Кроме того, в казанских архивах сохранились документы о тяжбе Руша и Михайлова за авторство проекта.
Известно также, что проект колокольни был экспонатом Всероссийской выставки 1896 года.
Строительство новой колокольни началось 24 ноября 1893 года, но дальше закладки бутового фундамента, котлован для которого вырыли на глубину в пять сажен от поверхности, дело не пошло. Лишь спустя почти два года, весной 1895 года, строительство колокольни возобновилось. 17 августа 1897 года колокольня была готова, с неё убрали строительные леса.
Первоначально на колокольню подвесили старые колокола, вес самого тяжёлого из которых составлял 217 пудов 31 фунт. 1 октября 1900 года состоялся торжественный подъём на колокольню нового колокола весом в 526 пудов, который доставили в город по железной дороге. В тот же день был установлен двухметровый восьмигранный железный с позолотой крест весом в 17 пудов.
Согласно сообщениям газет того времени, на постройку колокольни ушло почти два миллиона штук кирпича, а итоговая стоимость постройки составила 50 тысяч рублей, в 10 тысяч рублей обошлись глубокие фундаменты. Согласно записи в ведомости Богоявленской церкви от 1907 года, колокольня была построена на пожертвование казанского купца Кривоносова (30 000 рублей) и частично на церковные средства (1000 рублей).
Новая колокольня Богоявленской церкви получила самостоятельную архитектурную ценность, постепенно она приобрела бо́льшую известность, чем сам храм. Это самая высокая колокольня в Казани, одна из самых высоких православных колоколен.
В ведомости Богоявленоской церкви указано, что «во втором ярусе колокольня имеет помещение, предназначенное для устройства в нём храма в память пожертвователя на постройку колокольни Кривоносова. В 1902 году в этом помещении устроен храм, освящён в 1904 году 20 мая в память 3-го обретения честной главы Св. Иоанна Предтечи (25 мая)».
В 1901 году, во время сильнейшей грозы, в колокольню ударила молния. В газете того времени писали: 

На мгновение колокольня озарилась массой разноцветных искр, и в тот же момент загорелся потолок в третьем ярусе, и под большим колоколом вспыхнули балки. Молнией сделало дыру в стене внушительную — на полторы четверти в глубину и на аршин в ширину. Обломками камней и целыми кирпичами засыпало лестницы и пол второго яруса, изломало две колонны; обломки кирпичей были даже выброшены на улицу Проломную.
В 1909 году из-за ветхости старая шатровая колокольня была окончательно разобрана.
Таким образом, к 1917 году комплекс Богоявленской церкви включал три храма: главный — холодный, двухпрестольный в честь Богоявления Господня с приделом Святого Первомученика и архидиакона Стефана; второй — тёплый, двухпрестольный во имя Святого Апостола Андрея Первозванного с приделом Святых Мучеников благоверного князя Михаила Черниговского и боярина его Фёдора; третий — холодный, однопрестольный, устроенный в 1902 году на втором ярусе новой колокольни, в память третьего обретения Честной Главы Святого Иоанна Предтечи.
В советский период, с 1920 года и вплоть до закрытия в 1935 году, Богоявленский храм являлся городским кафедральным собором.
В 1930-е годы церковь Андрея Первозванного снесли. На этом месте располагался зверинец Казанского зоопарка, пока здесь в 1950-х годах не построили пятиэтажный жилой дом Казанского мехового объединения им. Х. Ямашева.
Помещения главного храма после его закрытия первоначально использовались под склад, а в помещениях колокольни расположились торговые лавки и мастерская оптики.
В 1950-х годах Богоявленскую церковь отдали под спортивный зал Казанского государственного университета, поэтому она была сильно обезображена: декор был заштукатурен, а главы разрушены.
В 1960 году колокольне Богоявленского собора был присвоен статус памятника архитектуры, подлежащего охране как памятник местного значения. В 1973 году колкольня как памятник архитектуры была отремонтирована.
В 1995 году Богоявленский собор включён в Перечень объектов исторического и культурного наследия федерального (общероссийского) значения как памятник градостроительства и архитектуры.
В 1996—1997 годах Богоявленский собор возвращён Русской православной церкви. С тех пор в храме ежедневно совершается богослужение.
Колокольня осталась в ведении Министерства культуры Татарстана, в ней расположился выставочный зал древнерусского искусства Государственного музея изобразительных искусств Республики Татарстан. В 2001 году в колокольне был открыт камерный Шаляпинский зал.

## Архитектура

### Собор
Собор расположен в глубине двора.
Первоначально он представлял собой кубовидный бестолпный пятиглавый трёхапсидный храм с полуциркулярными сводами. Позднее к основному объёму была пристроена трапезная с главкой.
До революции Богоявленский храм был богато украшен. Кирпичные аркатурные пояса охватывали шесть барабанов, все три апсиды алтаря, тянулись на десятки метров под кровлей огромного здания. Часть наружных стен была расписана изображениями святых, купола украшены золотом. Некогда храм окружала металлическая ограда в стиле классицизма с воротами и часовней (не сохранились).

К середине 1990-х годов от пяти глав оставался лишь центральный барабан. Однако в ходе реставрационных работ купола были восстановлены.
В интерьере не сохранилось никаких древностей. Иконостас и все иконы — современные.
Полная реставрация храма до сих пор не завершена.

### Колокольня
Башнеобразная колокольня огромной высоты (различные источники называют разную цифру — от 62 до 74 метров), выставленная на красную линию центральной городской улицы, представляет собой акцентированную многоярусную вертикаль, поныне являющуюся высотной доминантой окружающей застройки, исторической среды Казани.
Однако новая колокольня Богоявленской церкви строилась не только как колокольная башня. На первом этаже находились небольшое помещение, так называемые «собеседования» со старообрядцами, и церковная лавка, а на втором этаже помещался храм в честь Обретения Честной Главы Иоанна Предтечи.
Нижний мощный двухэтажный четверик расположился вдоль улицы в виде прямоугольных, также двухэтажных объёмов-крыльев, завершаемых сквозными гранёными башенками над шатровыми покрытиями и с лепестковыми главками. Над восточным и западным ризалитами четверика располагались башенки с пятью крестами (частично утрачены).
Оригинальное объёмно-пространственное решение предполагало сквозной арочный проход с улицы к Богоявленской церкви через первый ярус, заложенный в советское время и раскрытый в 1990-х годах, над которым размещался храмовый объём, куда вела широкая парадная лестница в северном крыле.
Над четвериком вознесён восьмигранный богато пластически обработанный столб колокольни с двумя ярусами звонов, прорезанных крупными арочными проёмами. Завершение выполнено в виде главки из лужёной стали на гранёном барабане.
Стилистика декора, искусно выложенной из обычного и лекального красного кирпича с белым камнем композиции, строится на изобразительном сочетании модернизированных древнерусских мотивов с геометрическими формами рубежа XIX—XX веков, активно использованы арочные проёмы с килевидными сандриками, кокошники — в завершении верхних ярусов, полуколонки с перехлёстом по ребрам восьмериков, повторяющиеся в различных вариантах аркатурные пояса.

## Интересные факты
- В 1854—1862 годах священником в храме служил доктор богословия протоиерей Михаил Зефиров, впоследствии переведённый в Императорский Казанский университет. Затем, в 1862—1886 годах, — Евфимий Александрович Малов — известный этнограф и миссионер, автор двухтомного труда «Историческое описание Казанских церквей», языковед, активно участвовавший в издании Корана с параллельным русским переводом[1].
- Согласно записи в метрической книге Богоявленской церкви, в ней 2 февраля 1873 года крестили Фёдора Ивановича Шаляпина, родившегося 1 февраля[1]. Позднее Ф. И. Шаляпин пел в церковном хоре Богоявленской церкви. В память об этих событиях рядом с собором в 1998 году заложили памятник Шаляпину. Отель, открытый в восстановленном здании бывшей гостиницы «Совет», расположенном здесь, тоже носит имя Шаляпина («Шаляпин Палас Отель»).